# Vente Pa' Ca
Vente Pa' Ca je píseň portorického zpěváka Ricky Martina. Jedná se o duet nazpívaný s kolumbijským zpěvákem Malumou. Píseň byla vydána společností Sony Music Latin 23. září 2016. Skladbu napsal(i) Ricky, Maluma, Anne Judith Stokke Wik, Ronny Svendsen, Nermin Harambasic, Carl Ryden, Mau y Ricky, Lars Pedersen a Justin Jesso, a producentem byl AC. Dne 26. prosince 2016 byla vydána anglická verze s australskou zpěvačkou Deltou Goodrem. Tweetovala: „Můj drahý přítel Ricky Martin a já jsme se sešli, abychom nahráli speciální verzi Vente Pa' Ca." Ricky a Delta se spřátelili při natáčení Hlasu Austrálie, kde byli oba porotci. Nová anglická verze byla vydána pro australský trh.
Píseň Vente Pa' Ca se stala jedním z největších španělských hitů roku 2016. Také byla na vrcholu žebříčků v Argentině, Chile, Ekvádoru, Guatemale, Mexiku, Panamě, Uruguayi a Venezuele.

## Ocenění
| Rok  | Cena                        | kategorie                           | výsledek  |
| ---- | --------------------------- | ----------------------------------- | --------- |
| 2016 | Latin Music Italian Awards  | Nejlepší latinská píseň roku        | nominace  |
| 2016 | Latin Music Italian Awards  | Nejlepší latinské mužské video roku | nominace  |
| 2016 | Latin Music Italian Awards  | Nejlepší latinská spolupráce roku   | nominace  |
| 2017 | ASCAP Latin Awards          | Vítězná popová píseň                | nominace  |
| 2017 | MTV Millennial Awards       | Nejlepší hymna večírku              | nominace  |
| 2017 | Premios Juventud            | Dokonalá kombinace                  | nominace  |
| 2017 | Premios Juventud            | Nejlepší píseň pro zpěv             | nominace  |
| 2017 | Latin American Music Awards | Oblíbená pop/rocková píseň          | nominace  |
| 2017 | Latin Grammy Awards         | Nahrávka roku                       | nominace  |
| 2017 | Latin Grammy Awards         | Píseň roku                          | nominace  |
| 2018 | BMI Latin Awards            | Latinský vydavatel roku             | vítězství |
| 2018 | BMI Latin Awards            | Vítězné písně                       | vítězství |

## Videoklip
Dne 22. září 2016 Ricky nahrál na své účty na YouTube a Vevo videoklip Vente Pa'Ca, jehož režie se ujal Jessy Terrero; natočeno bylo v Miami na Floridě a puštěno bylo jej více než 1,6 miliardkrát.

## Seznam skladeb
- Digitální stahování

1. "Vente Pa' Ca" (feat. Maluma) — 4:19

- Digitální stahování (Remixy)

1. "Vente Pa' Ca" (feat. Maluma) (Urban Remix) — 3:57
2. "Vente Pa' Ca" (feat. Maluma) (Eliot 'El Mago D'Oz' Urban Remix) — 3:22
3. "Vente Pa' Ca" (feat. Maluma) (Versión Salsa) — 3:47

- Digitální stahování

1. "Vente Pa' Ca" (feat. Delta Goodrem) — 4:09

## Umístění ve světě
| Hitparáda (2016-2018)                  | Umístění |
| -------------------------------------- | -------- |
| Argentina (Monitor Latino)             | 1.       |
| Argentina Digital Songs (CAPIF)        | 1.       |
| Ekvador                                | 1.       |
| Mexiko                                 | 1.       |
| Chile (Monitor Latino)                 | 1.       |
| Panama                                 | 1.       |
| Uruguay                                | 1.       |
| Venezuela                              | 1.       |
| US Latin Airplay (Billboard)           | 1.       |
| US Latin Tropical Airplay (Billboard)[ | 1.       |

## Certifikace
| Stát                  | certifikace                        | prodejnost |
| --------------------- | ---------------------------------- | ---------- |
| Argentina (CAPIF)     | Zlatá deska                        | 10 000     |
| Kanada (Music Canada) | Zlatá deska                        | 40 000     |
| Italie                | Platinová deska                    | 50 000     |
| Mexiko                | Diamantová deska + Platinová deska | 360 000    |
| Španělsko             | 4x Platinová deska                 | 160 000    |
| Švýcarsko             | Platinová deska                    | 30 000     |

## Historie vydání
| Region | datum             | Format              | Verze               | Label      |
| ------ | ----------------- | ------------------- | ------------------- | ---------- |
| Různě  | 23. září 2016     | Digitální stahování | Original            | Sony Latin |
| Různě  | 30. září 2016     | Digitální stahování | Remixy              | Sony Latin |
| Různě  | 29. prosince 2016 | Digitální stahování | feat. Delta Goodrem | Sony Latin |
| Různě  | 29. prosince 2016 | Digitální stahování | feat. Wendy         | Sony Latin |
| Různě  | 14. února 2017    | Digitální stahování | feat. A-Lin         | Sony Latin |
| Různě  | 17. února 2017    | Digitální stahování | feat. Akasa         | Sony Latin |
| Různě  | 23. června 2017   | Digitální stahování | A-Class Remix       | Sony Latin |